# Gradec vára
Gradec vára (horvátul: Grad Gradec) egy középkori várrom Horvátországban, a Krk szigetén, a Vrbnikhez tartozó Risika falu határában. 

## Fekvése
Gradec vára Vrbniktől északnyugatra, Risika falu nyugati határrészén, egy erdőterület közepén, egy a Vrbnik mező felső része és a Rovoznik-völgy feletti feletti kis fennsík szélén helyezkedik el. Gradectől nem messze emelkedik egy kiemelkedő domb, a Keršovani vrh, melyen egykor egy hatalmas bronzkori település feküdt, és amelynek a legmagasabb pontján egy Szent Krševannak szentelt kis templom romos maradványai találhatók.  
Gradec várának romjai ma a növényzet miatt nagyrészt rejtve vannak, bár falai néhol hét méter magasra is felemelkednek. A romok könnyen megközelíthetők a közeli Garica és Risika településekről. A várat a tengertől távol, egy ősi út fölötti rejtett helyen építették. Ez az út a sziget nyugati partján fekvő Krk városát kötötte össze a sziget keleti részének fejlett mezőgazdasággal rendelkező településeivel Dobrinjjal és Vrbnikkel. 

## Története
Gradec várát a középkori források Rogoznicának vagy Rovozniknak hívták. A név (rogoz = gyékény) a terület ősi növényzetéről árulkodik. A vár építési ideje nem ismert, de 1307-ben állnia kellett, mert ekkor már több levelet is innen kelteztek. 1309-ben Márk vegliai gróf uralma idejében itt gyűltek össze Veglia (Krk) összes településének elöljárói, vezető egyházi személyek és a velencei hatóságok képviselői a gróf jelenlétében. Meg kell jegyezni, hogy abban az időben Krk grófjainak székhelye a Vrbnik feletti Szent Maur kastélyában volt. 
A várat a 15. század második felében hagyták el, miután Krk utolsó grófja VII. Ivan távozott a szigetről. Velence számára a tengertől távol fekvő vár sorsa érdektelen volt. Elhanyagolták, majd lassan romossá vált, végül köveit a környékbeli lakosok hordták el saját építkezéseikhez. A hagyomány szerint az itt talált gradeci kőből építették a vrbniki plébániatemplom melletti harangtorony egy részét. A rendelkezésre álló kő kinyerése után a földszinti részeket földdel borították és kertekké alakították át. Két melléképület területéből szőlőültetvény lett. A szőlőültetvényeket a második világháború előtt felhagyták, és az egész építménykomplexumot akácfák, bojtorján és csalán borította.
A vár és környezetének rendbetétele csak 1994-ben kezdődött meg Kras falu plébánosának a kezdeményezésére, akihez csatlakoztak vrbniki és környékbeli régiségkedvelő önkéntesek. 1996-tól a munkákban Vrbnik község önkormányzata is részt vesz. Ennek során megtisztították a Szent Miklós várkápolna romos maradványait, falait feltárták és konzerválták. A vár legveszélyeztetettebb részein Ranko Starac vezetésével régészeti és állagmegóvási munkálatok kezdődtek.

## A vár mai állapota
A vár alaprajza szabálytalan hatszög alakú, 22 x 20 méter méretű, a körítő palástfal vastagsága 160 és 180 cm között van, a falak megmaradt részei akár 8 méterig is kiemelkednek a környező terep fölé. A legjobban a déli körítőfal maradt fenn, mely egy könnyen megközelíthető kerek fennsíkra néz, amelyet egy kör alakú, szárazon rakott kőfal határol. Az északi és a nyugati körítőfalak a fennsík szélén állnak, amely meredeken ereszkedik le a völgybe, így a földcsuszamlások és a falazat alsó részeinek kőfejtéssel történő aláásása miatt ezek a falak kevésbé megőrzöttek. A vár teljes mértékben kőből épült, szabályos, vízszintes sorokba rakott, faragott kőtömbökből. 
A vár belső tere három részre oszlik, egy kis belső udvart látunk, két bejárattal egy hosszúkás, 18 x 6 méteres főterembe, valamint a konyhának és a kiegészítő létesítményeknek kialakított 14 x 6 méteres területet. A terem földszintjén csak a belső udvar, valamint egy másik kisegítő helyiség felé voltak nyílászárók. Csak a terem felső emeletén törték át a külső falat a kora román stílusban épített nagyon keskeny lőrések sora számára. A bejárati traktus nem őrződött meg, a vár körítőfalát itt mintegy két méter magasságig lebontották, de a szakemberek biztosak abban, hogy a bejáratot a felső, emeleti szinten helyezték el. A bejárathoz csak a fa felvonó híddal lehetett hozzáférni.
A régészeti feltárás során a vár ókori eredetére utaló nyomokra akadtak. Ilyenek voltak az egykori nagyterem földszintjének lábánál, valamint a körítőfal alsó részén található, gondatlanul épített falrészek felületei. A leletanyag nagyrészt a kerámiatöredékekből, vasszerelvényekből és szegekből, tégla-, cserép- és üvegdarabokból állt.